# لوئیس اسمیت
 لوئیس اسمیت (انگلیسی: Lois Smith؛ زادهٔ ۳ نوامبر ۱۹۳۰) یک بازیگر سینما، و هنرپیشه اهل ایالات متحده آمریکا است.
از فیلم‌ها یا برنامه‌های تلویزیونی که وی در آن نقش داشته است می‌توان به گزارش اقلیت، کارت سبز، روبن، روبن، راه رفتن مرد مرده، پنج بخش آسان، شرق بهشت، رستاخیز، مردان خوب، ازدواج مقدس، شلیک‌مرگبار، بالا سندباکس، مک و ریتا، پروژه لارامی و انبار باروت اشاره کرد.